# Aspe (seizoen 3)
Het derde seizoen van de Belgische televisieserie Aspe werd uitgezonden tussen 3 september 2007 en 26 november 2007. De reeks telt 13 afleveringen.

## Rolverdeling
| Acteur                 | Personage          | Hoofdcast        | Gastrol         |
| ---------------------- | ------------------ | ---------------- | --------------- |
| Herbert Flack          | Pieter Van In      | volledig seizoen |                 |
| Lucas Van den Eynde    | Guido Versavel     | volledig seizoen |                 |
| Francesca Vanthielen   | Hannelore Martens  | volledig seizoen |                 |
| Michel Van Dousselaere | Roger De Kee       | volledig seizoen |                 |
| Matthias Coppens       | Mitch De Decker    | volledig seizoen |                 |
| Maaike Cafmeyer        | Carine Neels       | 12 afleveringen  |                 |
| Herman Boets           | Leo Vanmaele       |                  | 12 afleveringen |
| Günther Lesage         | Frank Cobbaert     |                  | 7 afleveringen  |
| Dimitri Dupont         | Paul Beekman       |                  | 1 aflevering    |
| Guy Van Sande          | Guy Van Steenkiste |                  | 1 aflevering    |

## Afleveringen

### Avondrood
Als Antje Swaegers (An Miller), verpleegster in het bejaardentehuis Avondrood, 's morgens Fernand Quagebuer wil wekken, vindt ze zijn levenloze lichaam in de badkamer. Hartstilstand besluit de dokter, maar Antje vermoedt kwaad opzet. Eerder in de week had Fernand haar immers op het hart gedrukt om naar de politie te gaan mocht er iets met hem gebeuren. Hoofdinspecteur Pieter Van In komt er al snel achter dat Fernand werd vermoord door een overdosis hartmedicijn en start een onderzoek. De pas uit Molenbeek overgekomen jonge inspecteur Mitch Dedecker (Mathias Coppens) wil graag zijn stempel drukken op dat onderzoek, maar hij werkt zijn collega's vooral op de zenuwen. De zaak lijkt trouwens snel opgelost wanneer de zoon van het slachtoffer, Jan Quagebuer (Robbie Cleiren), zich komt aangeven voor de moord, maar Van In heeft zijn twijfels bij de bekentenis. Zeker als blijkt dat Fernand elke week op de lotto speelde met dezelfde cijfercombinatie. Het lottoformulier van de laatste week is echter spoorloos, terwijl zijn combinatie precies die week uit de bus kwam. Wie in het bejaardentehuis wist van Fernands winst en had zelf nog grote dromen? Misschien zijn schoondochter Lieve (Veerle Dejonghe) of de bejaardentehuisdirecteur Paul Willems (Wim Stevens). Of is het een van zijn medebewoners: Gust Peeters (Oswald Maes), Romain Van den Broeck (Charles Cornette), Josée Maes (Sien Eggers) of Fien Tersago (Hilde Uitterlinden).

### De Webcammoord
De achtentwintigjarige Sofie Plessers voert als Vanessa naaktshows op voor haar webcam. De firma 3X4U van directeur Maarten Box (Koen De Bouw), gespecialiseerd in online erotainment, biedt de beelden aan op het internet en daar kunnen klanten haar en andere meisjes tegen betaling bekijken. Tijdens zo'n sessie wordt Sofie voor het oog van enkele verbijsterde klanten gewurgd door een gemaskerde man.
Na wat aandringen krijgt hoofdinspecteur Pieter Van In de lijst met klanten die op het moment van de moord ingelogd waren bij 3X4U en daar blijken zelfs buren en kennissen van het gezin Plessers bij te zijn. Sofies echtgenoot Stef Plessers (Dimitri Duquennoy) heeft een sluitend alibi: hij bevond zich op het ogenblik van de feiten met zijn minnares in Club Extase. Het echtpaar Plessers nam het dan ook niet zo nauw met de huwelijkstrouw. Stef had zelf de webcam geïnstalleerd om zo een centje bij te verdienen voor de afbetaling van hun nieuwe huis. De hypothecaire lening hadden ze ook al gunstig gekregen van Sofies laatste minnaar, bankier Rainier De Greef (Erik Goossens).
Afgewezen minnaars, jaloerse echtgenotes in de vorm van Mia Verhelst (Lieve Cornelis) en perverse geesten in de vorm van Serge Vriendten (Peter Thyssen): aan kandidaatmoordenaars hebben Van In en zijn onderzoeksteam geen gebrek. Op het kantoor houdt Mitch Dedecker zich opvallend rustig. En met reden, want door zijn eigen stomme schuld is zijn grote geheim aan het licht gekomen...

### Rijke Stinkers
Onder leiding van Frank (Günther Lesage), de vriend van Guido Versavel, worden archeologische opgravingen gedaan in een Brugs klooster. Wanneer de loodzware deksteen van een middeleeuwse graftombe wordt gelicht, komen ze tot een onthutsende ontdekking: een lijk dat slechts een tiental jaren oud is. Het blijkt te gaan om de stoffelijke resten van abt Praets, die tien jaar geleden plots verdwenen is uit het klooster. Vermoord met arseen zo blijkt.
Van In en Versavel komen er al snel achter dat niet veel paters tuk waren op Praets. Hij leidde het klooster dan ook als een echte dictator en had meer vijanden dan vrienden, waaronder huidig abt Emile Frappez (Jos Van Gorp) en dokter Gijsbrechts (Karel Vingerhoets), die ook de dirigent is van het voormalige koor. Maar ook met de inmiddels uitgetreden pater Lucien Raymaekers (Peter Rouffaer), die ondertussen getrouwd is met Simonne Van der Veken (Magda Cnudde), lag Praets voortdurend in ruzie. Minstens een van hen had genoeg van Praets' schrikbewind. Maar hoe heeft die het lijk in de graftombe gekregen?
Onderzoeksrechter Hannelore Martens snakt naar wat kwaliteitstijd met haar man. Mitch Dedecker wordt genegeerd door zijn collega’s. De Kee geeft hem de raad om te presteren zodat hij respect afdwingt én af en toe mee te lachen zodat hij hun vertrouwen wint.

### Het Lelijke Eendje
Van In en Hannelore genieten van elkaar en van een romantisch weekendje Parijs. Met de hoofdinspecteur afwezig, neemt Versavel de leiding over een moordonderzoek. De lichamen van de tweelingbroers Stef en Jan Geraerts zijn gevonden in de Damse vaart. 
Beiden werden neergeschoten. Jan was op slag dood, maar Stef (Axel Daeseleire) heeft het overleefd. Hij ligt zwaargewond in het ziekenhuis en blijkt aan geheugenverlies te lijden. Carine Neels kan het duidelijk wel vinden met Stef en het is voor haar geen opgave om hem dag en nacht te bewaken. Versavel begint intussen te twijfelen aan Stefs amnesie, zeker nadat er een grote lading gestolen goederen bij hem thuis is gevonden... Het wordt nog vreemder wanneer dat deze goederen gestolen zijn in de dure wijk waar ook Karel De Poorter (Ron Cornet) woont, die een wapenvergunning heeft.

### Jeanne
Frans Looiers (Carry Goossens) komt op het politiekantoor de verdwijning van zijn gehandicapte zus Jeanne Looiers (Reinhilde Decleir) aangeven. Hoofdinspecteur Van In en zijn team bellen alle ziekenhuizen en mortuaria in de streek, maar dat levert geen resultaat op. Uit het buurtonderzoek blijkt alleen dat Frans een doodbrave en geduldige ziel is en Jeanne een zeer norse en vervelende vrouw, die op alles en iedereen commentaar heeft. De zaak lijkt toch nog in een stroomversnelling te komen wanneer uit het Boudewijnkanaal lichaamsdelen van een oudere vrouw worden opgevist. Ondertussen maakt Martha Struylandt (Greta Van Langendonck), een vriendin van Jeanne, haar opwachting op het politiekantoor. Haar verhaal over de verdwijning komt niet overeen met de verklaring van Frans. Van In besluit daarop dieper te graven, maar zijn onderzoek wordt bemoeilijkt door de aanhoudende vijandigheid tussen inspecteurs Neels en Dedecker. 
Hij wil een huiszoeking voor Frans Looiers, maar de zaak is doorverwezen naar onderzoeksrechter Van Steenkisten (Guy Van Sande), omdat Hannelore met een grote en complexe zaak bezig is.

### De Verborgen Agenda (deel 1)
Tussen Hannelore en Van In gaat het de laatste tijd niet zo goed. Ze communiceren vooral via achtergelaten post-it briefjes omdat Hannelore te druk bezig is met een grote zaak waarover ze niets mag zeggen. Guido Versavel worstelt ook met schuldgevoelens tegenover Van In. Hij weet immers niet hoe hij aan zijn chef en trouwe partner moet vertellen dat hij hoofdinspecteur in Kortrijk kan worden bij commissaris Verstrepen (Leo Brandt). Hannelore, substituut Peeters (Ben Segers) en de procureur-generaal (Serge-Henri Valcke) weten zich intussen geen raad met de tips die ze krijgen van Jan Taelman (Jos Geens), eigenaar van een transportbedrijf. Taelman moet voor Francis Verkerk (François Beukelaers), een van de grootste bouwondernemers van het land, bouwmaterialen vervoeren, maar hij is te weten gekomen dat hij illegale wapens moet transporteren vanuit het Oostblok. Het dossier ligt politiek erg gevoelig en zelfs de staatsveiligheid komt zich bemoeien in de persoon van speciaal agente Sofie Franken (Mies Meulders).
Van In is boos omdat hij buiten de zaak wordt gehouden, maar hij krijgt zelf een moord op te lossen. Het lichaam van onderzoeksjournalist Paul Adri is gevonden op een parking. Hij is met één kogel afgemaakt, een duidelijke afrekening. Carine Neels werkt niet mee aan het onderzoek. Zij is door de commissaris met vakantie gestuurd.

### De Verborgen Agenda (deel 2)
Aan de woning van uitgever Leo Komijn (Marc Lauwrys) komen Van In en Hannelore tot de vaststelling dat ze met hetzelfde dossier bezig zijn. Hannelore beslist om haar echtgenoot van de zaak te halen, aangezien deze te groot en te complex is geworden voor de Brugse lokale politie. Van In pikt dit niet. Hij geeft bewust verkeerde informatie door aan de procureur-generaal en daarop wordt hij door commissaris De Kee geschorst. Maar zelfs dan is Van In niet te stoppen: hij voert dan maar een clandestien onderzoek. Guido Versavel trekt zijn stoute schoenen aan en hij vertelt aan zijn chef en goeie vriend dat hij in Kortrijk gaat werken, waar hij hoofdinspecteur wordt. Van In reageert totaal anders dan voorzien...

### Godsgeschenk
Hannelore sleept Pieter tegen zijn zin mee naar een modeshow van topontwerpster Annick Verniers (Elise Bundervoet). Eregast van de avond is Alex Dieudonné, maar die komt niet opdagen. Met reden zo blijkt, want Van In krijgt een telefoontje dat de zakenman vermoord is teruggevonden. Hij werd afgemaakt met drie schoten in de borst. Aan verdachten is er geen gebrek. Dieudonné was de grootste aandeelhouder van Verviers' modebedrijf en hij was ook de eigenaar van Trendy, het modeblad dat wordt uitgegeven door Lea (Anne Somers) en Walter Verdonck (Steve De Schepper). 
Maar Dieudonné dacht stilaan aan afbouwen en overwoog om zowel het modebedrijf als het magazine te verkopen. Annick, Lea en Walter waren niet opgezet met de plannen van hun aandeelhouder. En dan was er ook nog de ruzie tussen het slachtoffer en zijn echtgenote Denise Vindevogel (Agnes De Nul) waarvan huishoudster Nancy Van den Broeck (Veerle Desimpelaere) getuige was...

### Vogelzang
Het Vogelzangbos wordt al 135 dagen bezet door een hoop jongelui, die zich verzetten tegen Deltacom, een bedrijf van Roger Van Camp (Gène Bervoets), dat het natuurgebied wil omvormen tot een grote industriezone. De leiders van "De Redders van het Vogelzangbos" zijn Joris Van Eynden (Kristof Verhassel) en Sandrine Van Camp (Rosa Vandervost), de rebellerende dochter van Roger Van Camp. 
Wanneer Jan Grimon, een van de bezetters, vermoord wordt teruggevonden in het Vogelzangbos zijn Deltacom en Roger Van Camp voor Van In meteen de hoofdverdachten. De hoofdinspecteur legt de industrieel het vuur aan de schenen, tot grote ergernis van commissaris Dekee die geëist had om deze zaak met de nodige tact en discretie te behandelen. Ook Hannelore is niet te spreken over de aanpak van haar echtgenoot. Zij is dan ook goed bevriend met Helene Van Camp (Karen De Visscher), de echtgenote van Roger, en gelooft niet in diens betrokkenheid. Tot blijkt dat Jan geen gewone bezetter was...

### Schone Schijn
Dokter Degucht, een bekend plastisch chirurg, is op een zeer wrede manier omgebracht in zijn 
eigen operatiezaal. Twaalf jaar geleden richtte hij samen met zijn collega dokter Banninckx (Luk De Koninck) een kliniek op voor esthetische chirurgie. Maar de laatste tijd deden de twee artsen niets anders dan ruzie maken over de honoraria. Het slachtoffer stond tevens bekend als een echte vrouwenloper, die regelmatig een scheve schaats reed. Hij zetelde als jurylid in tal van Miss-verkiezingen en had meer oog voor de frisse, jonge meisjes dan voor zijn echtgenote Renate Degucht (Hilde Heijnen), wat tot behoorlijke rellen leidde. En ook enkele patiënten hadden redenen om misnoegd te zijn over het werk van de omstreden chirurg. Het lijstje verdachten is dan ook behoorlijk lang, maar toch komt Van In telkens weer uit bij dokter Banninckx als waarschijnlijke dader. Er is maar één probleem: de man heeft een ijzersterk alibi.

### Laatste Adem
Brugge wordt sinds kort overspoeld door daklozen. Waar ze vandaan komen en waarom ze plots allemaal in de stad opduiken, is een raadsel. De Kee wil dat er werk van wordt gemaakt, maar Van In heeft dringender zorgen. Op verschillende plaatsen in Brugge zijn er menselijke lichaamsdelen in plastic vuilniszakken gevonden. Na onderzoek blijkt het om de stoffelijke resten te gaan van een oudere man, Roger Laenen (Theo Van Baarle). Hij was een welgesteld zakenman, maar na de dood van zijn echtgenote verkocht hij zijn firma en bezittingen om de rest van zijn dagen rond te zwerven door de straten van Brugge met zijn hond. Zijn enige zoon Marc Laenen (Peter Seynaeve) had vele malen geprobeerd om hem tot andere gedachten te brengen, maar tevergeefs. Van in en zijn team starten een onderzoek, maar stuiten bij de clochards op een muur van wantrouwen en stilzwijgen. Er rest slechts één optie: Guido Versavel moet als dakloze undercover gaan tussen de Brugse daklozen.

### Gestolen Dood
Van In en zijn team worden naar de villa geroepen van Margot Van der Lindt (Barbara Sarafian), echtgenote van de vastgoedmakelaar Reinhard. Toen ze thuiskwam, nadat ze de nacht had doorgebracht in het buitenverblijf in Doornik, trof ze de kluis leeg aan in de studeerkamer en een plas bloed aan het bureau. Van haar man geen spoor. De meest waarschijnlijke hypothese is een ontvoering en alle maatregelen worden getroffen in afwachting van een vraag om losgeld. Die komt er ook, maar Margot Van der Lindt weigert ook maar iets te betalen als ze eerst geen bewijs krijgt dat haar man nog leeft. Als vervolgens het lijk van Reinhard wordt teruggevonden in een park, begint Van In te vermoeden dat er meer aan de hand is.

### Hoog Spel
De Nederlander Simon Kuitenbrouwer (Flip Filz) krijgt een hartaanval in nachtclub La Toya en sterft. Niets verdachts aan de hand vindt de Brugse politie, tot commissaris De Kee weet te melden dat Kuitenbrouwer een informant was van de Nederlandse politie. Via hem stonden de Nederlandse collega's en de Federale op het punt een bende cannabissmokkelaars op te rollen. Kuitenbrouwer werd bovendien vergiftigd en dus gaat het om moord. Van In moet nu samenwerken met Arie Schipper (Rik Launspach) van de Nederlandse recherche en met Paul Kenis (Geert Hunaerts) van de Federale en dat bevalt hem allerminst. Tot ergernis van Hannelore, heeft Van In al snel slaande ruzie met Kenis. Bovendien kan de hoofdinspecteur niet echt rekenen op de hulp van Versavel, die zo in de ban is van zijn vlieglessen dat hij zich meer in de lucht dan op de grond bevindt.